# Richard Brinsley Sheridan
Richard Brinsley Butler Sheridan ( Dublin, 30. listopada 1751. – London, 7. srpnja 1816.) bio je britanski političar i dramski pisac, koji se osobito istaknuo pisanjem komedija. Po podrijetlu je bio Irac, no najviše je djelovao u Londonu kao politički aktivist. Napisao je dvadesetak kazališnih djela.

## Životopis
Rodio se u Dublinu u umjetničkoj obitelj: otac mu je bio kazališni glumac i učitelj dikcije, a majka Frances Chamberlaine Sheridan spisateljica, osobito poznata po djelu Memoari Sidney Biddulph. Obitelj Sheridan se 1758. preselila u London kada je Richard imao sedam godina. Od 1762. do 1768. pohađao je školu Harrow gdje su se školovali samo dječaci. Nakon škole studirao je pravo, no taj studij uskoro prekida jer se želio posvetiti pisanju dramskih tekstova. Uskoro se počeo zanimati i za politiku. Godine 1780., u dobi od dvadeset i devet godina, postao je zastupnikom u engleskom parlamentu i tu je dužnost obavljao sve do 1812.: bio je vrlo popularan kao političar, a osobito se iskazao i kao vješt govornik. Tijekom 1806. godine bio je proglašen rizničarom Ratne mornarice. Kao političar je svojedobno bio vrlo utjecajan, no kao pisac nije bio osobito slavan.
Nakon početnoga neuspjeha prve od njegovih komedija običaja Suparnici, zahtijevao je promjenu podjele uloga i stila izvedbe te postigao velik uspjeh. Suvlasnikom londonskoga kazališta "Drury Lane" postao je 1776. i vodio ga do požara (1806.), koji ga je novčano uništio i doveo u dužnički zatvor (1813.): pred kraj života bio je potpuno osiromašen. Godine 1812. je bio izbačen iz parlamenta zbog neplaćanja dugova. Umro je u bijedi, zaboravljen od svakoga i preminuo je kao kronični alkoholičar. Premda je napisao malo izvornih komedija, britkim dijalozima, satiričkim prikazom snobizma, pohlepe, licemjerja i lažnog intelektualizma te smislom za stvaranje komičnih situacija i karakterizaciju, nadvisio je tadašnju dramsku produkciju.

## Djela (izbor)
- Suparnici (engl. The Rivals, 1775.)
- komična opera Pratilja (engl. The Duenna, 1775.)
- Škola skandala (engl. The School for Scandal, 1777.)
- Putovanje u Scarborough (engl. A Trip to Scarborough, 1977.)
- Kritičar ili Pokus tragedije (engl. The Critic: or, a Tragedy Rehearsed, 1779.)
- Pizzaro (1799.)

## Vanjske poveznice
- Sheridan, Richard Brinsley Hrvatska enciklopedija. LZMK (hrv.) (životopis)
- Encyclopædia Britannica: Richard Brinsley Sheridan (engl.) (životopis, autor: Cecil John Layton Price)
- Theatre History.com – Richard Brinsley Sheridan (1751-1816) (engl.) (životopis)
- Encyclopedia.com – Richard Brinsley Sheridan (engl.) (životopis)